# ユーロポール・アフガニスタン
ユーロポール・アフガニスタン（英語: EUPOL Afghanistan）は、アフガニスタン・イスラム共和国の警察制度改革の支援を行うために欧州連合が設置した組織である。支援活動は2007年から2016年まで行われた。

## 背景
ユーロポール・アフガニスタンは欧州連合の欧州対外行動局に属する組織であり、欧州連合の共通安全保障防衛政策（CSDP）の一貫として文民ミッションに従事する。
共通安全保障防衛政策の導入は1998年のサン・マロ英仏首脳会談でイギリスが賛成に転じたことが転機になった。2003年12月、欧州理事会は欧州安全保障戦略（ESS）を承認した。欧州安全保障戦略では欧州連合が「世界の安全保障に積極的に責任を負っていく」とし、特にテロリズムや大量破壊兵器の拡散、地域紛争や破綻国家、組織犯罪の危機を例示した。また軍事的な対応の限界を認めて、非軍事的な対応を取り混ぜて柔軟に対応することの重要性に言及した。欧州連合は欧州安全保障戦略に基づいて、軍事活動の他に非軍事の「EU法の支配ミッション」（EU rule of law mission）を実行した。しかし欧州連合諸国は共通安全保障防衛政策の他に北大西洋条約機構（NATO）に加盟している場合が多いため、NATOとの関係や任務の重複が問題になった。
2014年末、欧州連合は32ミッションのCSDPを展開していた。うち16ミッションが完了または撤退中であり、非軍事活動11ミッション、軍事活動５ミッションが活動中だった。ユーロポール・アフガニスタンは2007年に開始された。治安部門の改革はアフガニスタン再建の国際協力における重要項目の１つだった。アフガニスタンの国家警察は長期間続く内戦の中で多大な被害をこうむり、構造的な汚職にも直面していた。

## 目的
欧州議会はユーロポールの設立目的を以下の２つに定めた。
- アフガニスタンが持続可能で効率的な警察政策の企画を自らのものとして確立できるように支援すること。警察政策は共同体や欧州連合諸国その他の国際的な主体による政策提言や組織構築作業と足並みを揃えて、広範な刑事司法制度と適切に相互作用することを保証するものとする。
- 信頼でき効率的な警察サービスに向けた改革を支援すること。警察サービスは国際基準に従って、法の枠組みの中で人権を尊重するものとする。

## 戦略
ユーロポールは以下の６つの戦略目標を元にミッション実施計画（MIP）を策定した。
- 警察の指揮・統制・通信
- インテリジェンス主導の警察活動
- 犯罪捜査部門の能力構築
- 腐敗防止戦略の履行
- 警察と司法の協力
- アフガニスタン国家警察 （ANP）におけるジェンダーと人権の側面の強化

## 任務
欧州会計監査院はユーロポールの任務を以下の３つに分類した。
- 内務省の制度改革を進める（任務１）
- 国家警察の専門化（任務２）
- 国家警察をより広い司法制度に接続する（任務３）

## 支援の事例
ユーロポール・アフガニスタンの支援内容を例示する。
- 犯罪捜査の手法と手順の改善の促進[8]。
- 文民警察の原理原則や実践方法について現場の警察官が受容するように促進[8]。
- トレーナーの育成、内務省や国家警察の高官に対する研修を行うなど他の組織にはない独自の教育手法を開発して教育を行い、常設の警察職員大学を設立[9]。
- 2014年末までに約3万1000人の訓練生を対象に約1400の訓練コースを提供[9]。
- 警察訓練校の校長に対して戦略的な運営や計画スキルについて助言・メンタリング[8]。
- 法律草案の作成、国際法や外国法の比較研究の提示、拉致・人身売買対策室の相談担当者の支援など司法省の刑事立法担当者に対する支援[8]。

## 前史
アフガニスタンは長い間内戦状態にあり、警察組織は崩壊していた。2001年9月、アメリカ同時多発テロ事件が発生し、アメリカ合衆国主導の多国籍軍がアフガニスタンに侵攻した。同年11月、ボン合意が締結され、暫定行政機構の設立と国際治安支援部隊（ISAF）の派遣が決まった。2002年4月、ジュネーヴで開催されたG8アフガニスタン治安支援国会合で治安分野に主導国制が導入され、ドイツが警察プロジェクト事務所をカブールに設置して、アフガニスタン国家警察に助言と訓練を行うことが決まった。2003年10月、国連安全保障理事会がアフガニスタン全土でISAFの拡大を承認した。
2005年、ターリバーンが武装蜂起して治安が悪化した。2005年11月、欧州連合はアフガニスタン国内に法の支配を確立するために援助活動を行うことにした。2006年2月、「アフガニスタンに関するロンドン国際会議」でアフガン・コンパクトが合意され、アフガニスタン政府の責任において2010年末までに専門的な治安部隊を育成することが決まった。同年、アフガニスタン国家警察は6万2000人に達し、警察組織の建設が進んでいた。欧州連合は23カ国から法の支配の専門家などを集めて評価団を結成し、現地調査団をアフガニスタンに派遣した。

## 歴史
2007年5月、アフガニスタン国家警察が8万2000人に達した。調査団は文民警察の支援に肯定的だったので、2007年5月30日、欧州議会は「議会共同行動 2007/369/CFSP」を議決した。2007年6月、ユーロポール・アフガニスタンが開始された。
ユーロポール・アフガニスタンは本部をカブールに設置し、アフガニスタン各地に現場担当者を派遣して活動を始めた。しかし欧州議会に指示に従って急ごしらえで始めた活動であり、上手く行かない事が多かった。活動開始当初、カブールのスタッフは4人だけでインターネット環境や車両もなかった。ユーロポール・アフガニスタンは他の任務のために駐在していた各国の職員を欧州連合に出向させて活動を始めた。ユーロポール・アフガニスタンは2008年に11州、2009年には16州に現場担当者を派遣した。現場担当者の主要任務は州警察の指揮官や検事などに対する支援だったが、人員や車両、宿泊施設の不足や治安の悪化により十分な活動が出来なかった。またトルコやアメリカ合衆国に拒絶されて派遣できない州もあった。アフガニスタンの警察には様々な組織が協力者として名乗りを上げ、欧州からはドイツ警察プロジェクトチームや欧州国家憲兵隊などがアフガニスタンに派遣され個別に活動していた。各国組織間の調整を行うために2007年にアフガニスタン内務省にアフガニスタン国際警察調整委員会（IPCB）が作られたが上手く機能しなかった。
2008年6月、アフガニスタン政府は今後５年間（2008年〜2013年）の「アフガニスタン国家開発戦略」（ANDS）を発表した。同年5月、欧州議会はそれに応えてユーロポール・アフガニスタンの職員を倍増して400人にすることを議決し、オペレーション・プラン（OPLAN）を改定した。しかし実際には応募者や適任者が少なく、2010年末になっても300人を超えることはなかった。
2009年、アメリカ合衆国でバラク・オバマ政権が成立し、本格的な治安改善に乗り出した。2009年3月、ユーロポール・アフガニスタンは都市警察司法プログラムを開始し、カブールで警察基準の改善を行った。ユーロポール・アフガニスタンはその手法をカブール・モデルとしてヘラートやマザーリシャリーフ、バーミヤンなどに展開することにした。2009年11月、北大西洋条約機構（NATO）は軍や警察に対する基礎訓練と助言を行うアフガニスタン訓練ミッション（NTM-A）を設立した。ユーロポール・アフガニスタンも2009年から2011年の2年間に125の訓練コースを開発し、1万2000人の警察官に提供した。また警察改革についての260個の政策や計画を作成し、延べ5万時間の助言とメンタリングを行った。また犯罪現場における調査方法などの基本的な犯罪捜査技術についても訓練を行った。しかしユーロポール・アフガニスタンはNATOと比べると規模が小さいため、発言力が小さく国際交渉や職員採用に苦労した。また警察官の識字率が非常に低く、最大で８割の警察官は文字が読めず、報告書の読解や証拠資料の処理が出来ないこと、法執行機関や司法機関における汚職の蔓延という問題もあった。
多国籍軍は治安改善に本腰を入れたものの、戦況は思わしくなかった。2010年1月、「アフガニスタンに関するロンドン国際会議」で腐敗対策とアフガン治安軍への治安責任の移行が決まった。5月、アフガニスタンの内務大臣が交代し優先政策が変更された為、ユーロポール・アフガニスタンのオペレーション・プラン（OPLAN）が改定された。11月、NATOリスボンサミットでNATOが2014年末の撤退を発表した。
2011年2月、イギリス貴族院が報告書を発表して、ユーロポール・アフガニスタンの現状を批判した。同年、2010年12月に新設された欧州対外行動局が活動を開始し、ようやく欧州連合特別代表と駐アフガニスタン欧州連合代表部の協調が図られた。
2011年12月、「アフガニスタンに関するボン国際会議」で「変革の10年」（2015年〜2024年）に関する議論が始まった。2012年5月、NATOシカゴサミットでNATOは2014年の撤退後もアフガニスタン治安軍を支援することを約束した。7月、「アフガニスタンに関する東京会合」でアフガニスタン政府と国際社会は腐敗防止措置や法の支配の進展と引き換えに着実な資金援助を行う相互説明責任フレームワークを導入した。ユーロポール・アフガニスタンの職員数は2012年に最大となり、出向や契約職員を合わせて341人になった。同年、ユーロポール・アフガニスタンは10州に展開していたが、そのうち7州の事務所は10人以下だった。
2013年1月、アフガニスタン国家警察が15万7000人に達した。同月、相互説明責任フレームワークや警察の10年計画に基づいて、オペレーション・プラン（OPLAN）が改定された。4月、内務省がアフガニスタン警察の専門化などを謳った「警察の10年計画」を発表した。6月、欧州対外行動局がユーロポール・アフガニスタンの出口戦略を発表した。ユーロポール・アフガニスタンの現場事務所は10州から4州に減少した。
2014年1月、カブールの大使館街のレストランで自爆テロがあり、ユーロポール・アフガニスタンのデンマーク人女性職員とイギリス人職員が死亡した。2014年6月、欧州議会は2016年末を最終期限としてユーロポール・アフガニスタンの再延長を決定した。それに伴いオペレーション・プラン（OPLAN）が改定された。9月、2014年アフガニスタン大統領選挙が行われた。10月、難航していたアメリカ合衆国・アフガニスタン安全保障協定やNATO・アフガニスタン地位協定が締結され、2015年以降の多国籍軍の残留が決定した。同月、欧州委員会は2014年〜2020年に14億ユーロの資金援助を行うことを決定した。同月、アフガニスタン訓練ミッション（NTM-A）の活動が終了した。12月、国際治安支援部隊（ISAF）が終了した。2007年5月から2014年12月のユーロポールの予算は3億9240万ユーロであり、うち3分の1がセキュリティ関連の費用だった。設立当初は不足していた設備も充実し、最終的には146台の装甲車両や建物、防犯設備など4960万ユーロの資産が残った。うち装甲車両については大半が未使用であり、資産の譲渡が課題になった。
2015年1月、確固たる支援任務が開始した。5月、ユーロポール・アフガニスタンの車両がカブール空港から隣接するNATOの基地に向かう途中で自爆テロに会い、護衛のイギリス人が死亡した。2015年12月、ユーロポール・アフガニスタンは国家警察の専門化（任務２）を終了した。同年、欧州会計監査院がユーロポール・アフガニスタンの監査を行った。ユーロポール・アフガニスタンの任務のうち「内務省の制度改革（任務１）」については軍事的な側面が強い内務省に多数の警察政策を制定させたことから成果があったと評価した。また「国家警察の専門化（任務２）」については一部の地域で警察と住民の協力により警察活動を行う地域社会型警察活動が根付いたこと、警察から検事への照会などの協力関係が少しずつ進んでいること、全国規模の選挙の安全確保など大規模な活動をプロフェッショナルに実施できたこと、運用司令センターと連携した国家警察のコールセンターの設立など警察の指揮・統制・通信体制が向上したこと、訓練の提供などから成果があったと評価した。一方、「国家警察をより広い司法制度に接続する（任務３）」については被告人や被疑者の権利を保護しつつ法を執行し、政府高官の汚職を追求できるような仕組みが整っておらず、それを行うことが出来る訓練された検事が居ないことや法律が基本的な国際基準に達していないことから困難だったと結論付けた。１年後の2016年12月、欧州連合から委任された組織の権限が失効した。最終年の支援業務には156人の職員と166人の現地職員が携わった。